# Saint-Pierre (Saint-Pierre e Miquelon)
Saint-Pierre è il capoluogo di Saint-Pierre e Miquelon, con una popolazione di 5 618 abitanti. Saint-Pierre è anche il nome dell'isola dove sorge la città.

## Storia
L'isola viene menzionata la prima volta da Jacques Cartier, che vi fece scalo nel 1536.
Il comune di Saint-Pierre venne creato assieme a quello di Miquelon (oggi Miquelon-Langlade) con il decreto del 13 maggio 1872.
Nel 1892, l'Île-aux-Chiens — oggi Île-aux-Marins — venne staccata e divenne comune autonomo.
Il decreto legge del 3 gennaio 1936 soppresse i 3 comuni e creò quello unico di Saint-Pierre e Miquelon.
Il comune di Saint-Pierre venne creato assieme a quello di Miquelon-Langlade, con decreto n° 45-2811 del 13 novembre 1945. Il comune dell'Île-aux-Marins non venne ricreato.

## Geografia fisica
Il comune di Saint-Pierre si estende sull'isola Saint-Pierre e su alcuni isolotti e scogli vicini: l'île aux Marins, l'île aux Vainqueurs, l'île aux Pigeons, il Grand Colombier, Pointe Blanche, l'îlot Noir, l'île au Massacre e les Canailles.
La parte restante dell'arcipelago, costituita dall'isola di Miquelon, forma il comune di Miquelon-Langlade.
L'organizzazione urbana è tipica delle colonie francesi del Nuovo Mondo: un centro della città a scacchiera, con gli edifici commerciali sul fronte mare.

## Cultura e monumenti
- Chiesa di San Pietro, vetrate moderne.
- Statue della Vergine.
- Monumento ai marinai scomparsi.
- Musée Héritage
- Musée de l'Arche
- Musée de la Prohibition
- Musée Cusick
- Calvario
- Fronton Zazpiak Bat, stadio per il gioco della pelota basca

## Curiosità
A Saint-Pierre è ambientato il film del 2000 L'amore che non muore di Patrice Leconte. Il film è stato girato oltre che nelle isole, a Parigi, e a Métabetchouan e Louisbourg in Canada.
Saint-Pierre è il luogo dove vive e lavora il protagonista del romanzo di Olivier Norek ‘Il pesatore di anime’.